# Pușcă Automată model 1986
O Pușcă Automată model 1986 (Fuzil Automático Modelo 1986, abreviado PA md. 86 ou simplesmente md. 86) é o fuzil de assalto padrão usado pelas Forças Armadas da Romênia e fabricado em Cugir, Romênia, pela empresa ROMARM, localizada em Bucareste. O nome de exportação para esta variante é AIMS-74.

## História
À medida que a União Soviética mudou do AKM de calibre 7,62×39mm para o AK-74 de calibre 5,45×39mm, encorajou outras nações do Pacto de Varsóvia a seguirem o exemplo.
Em meados da década de 1980, a Romênia decidiu mudar de calibre, porém foi decidido que o novo fuzil seria desenvolvido de forma independente e não representaria um clone do AK-74 soviético. Ao fazer isso, o PA md. 86 possui vários elementos anacrônicos do AKM que foram encontrados apenas no protótipo do AK-74 soviético.

## Variantes

### Versão carabina
Este fuzil também possui uma versão de cano curto raramente vista, PM md. 94 (submetralhadora modelo 94), onde a massa de mira é colocada no bloco de gás, sendo o tubo de gás encurtado. Esta versão utiliza guarda-mãos retos de madeira laminada.

### Variantes civis
As versões civis de exportação de calibre 5,45×39mm são: Romak 992, Romak 2, Intrac Mk II, CUR-2, WUM-2, SAR 2 e o WASR 2, que é o fuzil de produção atual. O WASR 2 não possui receptáculo com dobras, ao contrário dos modelos anteriores.

### RPK 5,45 mm
A versão RPK do  md. 86 é chamada de md. 93. Possui um receptáculo longo e reforçado, uma alça de transporte e um bipé. Uma versão anterior de curta duração usava um seletor de fogo semelhante ao do md. 64 7,62 mm, "Seguro – Automático – Único". O md. 93 mudou isso para o estilo do md. 86  "Seguro – Automático – Único – Rajada".

## Operadores

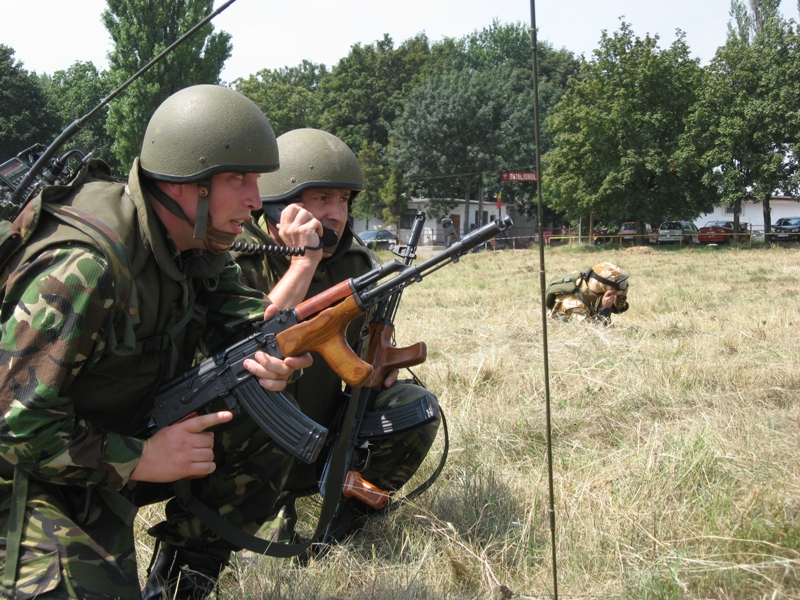
Treinamento de infantaria romena com o PA md. 86.

Soldados georgianos segurando fuzis PA md. 86 durante o ensaio do desfile.

- Afeganistão
- Geórgia[4]
- Paraguai
- Roménia